# Ina Claire
Ina Claire (Washington, 15 d'octubre de 1893 – San Francisco, de Califòrnia, 21 de febrer de 1985) fou una actriu teatral i cinematogràfica nord-americana.

## Biografia

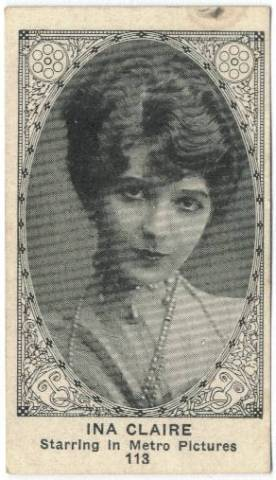
Ina Clare en una targeta cinematogràfica de 1922.

El seu veritable nom era Ina Fagan, i va néixer aWashington DC Claire va començar la seva carrera en el vodevil, i va treballar a Broadway en els musicals Jumping Jupiter i The Quaker Girl (tots dos l'any 1911) i Lady Luxury. També va treballar en obres representades a Broadway d'alguns dels dramaturgs més importants de les dècades de 1920, 1930 i 1940, incloent els seus papers com Jerry Lamarr en la peça de Avery Hopwood The Gold Diggers (1919), el de Mrs. Cheyney en The Last of Mrs. Cheyney (obra de Frederick Lonsdale, 1925), Lady George Grayston en Our Betters (Nostres Superiors) (de William Somerset Maugham, 1928), i Enid Fuller en The Fatal Weakness, de George Kelly.
La seva última actuació teatral va ser com Lady Elizabeth Mulhammer en la peça de T. S. Eliot The Confidential Clerk (1954). Va estar molt identificada amb les altes comèdies de Samuel Nathaniel Behrman, interpretant els primers papers femenins en tres d'elles: Biography (1934), End of Summer (1936), i The Talley Method (1941).
El segon marit de Claire va ser l'actor cinematogràfic John Gilbert.
Claire va ser inclosa en el American Theatre Hall of Fame i té un estel en el Passeig de la Fama de Hollywood.
Ina Claire va morir a San Francisco (Califòrnia) l'any 1985, a causa d'un atac cardíac. Va ser enterrada en el Cementiri Mount Olivet de Salt Lake City, Utah.

## Filmografia
| - The Wild Goose Chase (1915) - The Puppet Crown (1915) - National Red Cross Pageant (1917) - Polly with a Past (1920) - The Awful Truth (1929) | - The Royal Family of Broadway (1930) - Rebound (1931) - The Greeks Had a Word for Them (1932) - Ninotchka (1939) - Claudia (1943) |

## Galeria

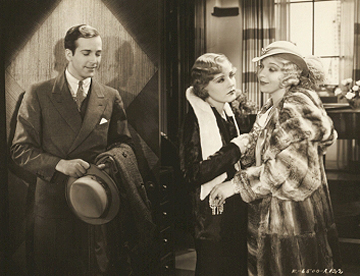
David Manners, Madge Evans i Ina Claire a la pel·lícula de 1932 The Greeks Had a Word for Them, de Lowell Sherman.
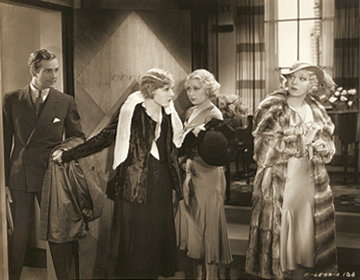
David Manners, Madge Evans, Joan Blondell i Ina Claire a la mateixa pel·lícula.
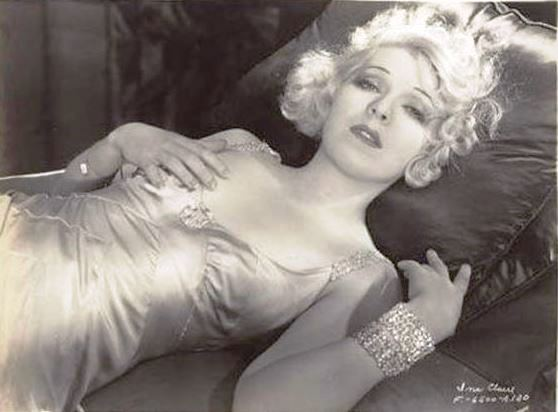
Ina Claire a la mateixa pel·lícula.
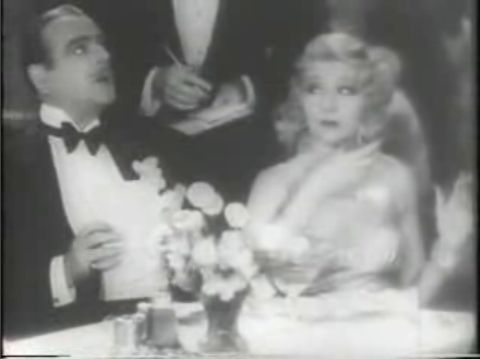
Ina Claire a la mateixa pel·lícula.